# Oscar van den Bosch

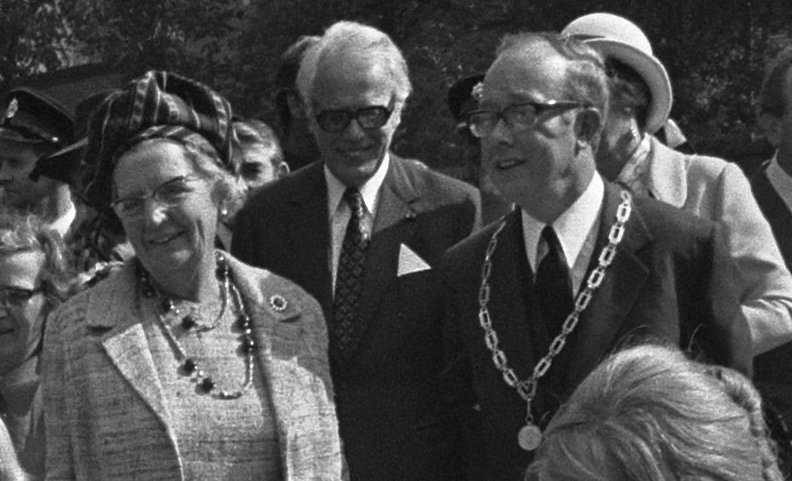
Koningin Juliana met rechts burgemeester jhr. O.R. van den Bosch (1974)

Jhr. Oscar Rudolf van den Bosch (Leersum, 22 juni 1928 – Vorden, 10 januari 2019) was een Nederlands politicus van de CHU en later het CDA.
Hij was een telg uit het geslacht Van den Bosch en zoon van jhr. Hendrik van den Bosch die bij zijn geboorte burgemeester van de gemeenten Leersum en Amerongen was. Hij is afgestudeerd in de rechten aan de Rijksuniversiteit Utrecht en ging vervolgens werken als jurist bij een verzekeringsmaatschappij. Enkele jaren later werd hij de plaatsvervangend chef van het kabinet van de commissaris van de Koningin in Noord-Holland. In december 1962 trad hij in de sporen van zijn vader als burgemeester van Amerongen. In mei 1979 volgde zijn benoeming tot burgemeester van Heemstede wat hij tot zijn pensionering in juli 1993 zou blijven. Begin 2019 overleed Van den Bosch op 90-jarige leeftijd in zijn woonplaats Vorden.